# Сомова (село)
Сомова (рум. Somova) — село у повіті Тулча в Румунії. Входить до складу комуни Сомова.
Село розташоване на відстані 218 км на північний схід від Бухареста, 11 км на захід від Тулчі, 113 км на північ від Констанци, 55 км на південний схід від Галаца.

## Населення
За даними перепису населення 2002 року у селі проживали 2254 особи. Рідною мовою 2251 особа (99,9%) назвала румунську.
Національний склад населення села:
| Національність   | Кількість осіб | Відсоток |
| ---------------- | -------------- | -------- |
| румуни           | 2247           | 99,7%    |
| росіяни-липовани | 5              | 0,2%     |